# A/UX
A/UX è l'implementazione Unix prodotta da Apple Computer per i suoi computer Macintosh. L'ultima versione funzionava su molte macchine delle famiglie Mac II, Quadra e Centris
Il sistema operativo si basa sul System V.2.2 con caratteristiche della V.3, V.4 e del BSD 4.2 e 4.3. Segue lo standard POSIX e System V Interface Definition ed è (SVID) compatibile.
A/UX integra al suo interno l'interfaccia di Mac OS versione 7.0.1, in modo che l'utente possa continuare a utilizzare l'interfaccia che gli era già familiare. Dall'interfaccia si potevano, comunque, eseguire le applicazioni Unix e poteva essere lanciato, anche, un server X Window System, se l'utente lo preferiva, o si poteva lavorare direttamente da terminale eliminando le interfacce grafiche.
L'A/UX includeva uno strato di compatibilità col System 7 che consentiva di eseguire applicazioni Macintosh, Unix o ibride. Le applicazioni ibride erano o programmi Unix con chiamate a funzionalità Macintosh (come il QuickDraw) o programmi Macintosh con chiamate al sottosistema Unix. Lo strato di compatibilità risiedeva nelle ROM del computer e traduceva le chiamate Macintosh in chiamate Unix.
Sfortunatamente per i sostenitori dell'A/UX, un sistema Unix era un progetto costoso da sostenere negli anni novanta. A/UX non fu mai portato sui processori PowerPC e Apple lo abbandonò a metà anni 90, con l'ultimo aggiornamento 3.1.1 pubblicato nel 1995. Quando Steve Jobs fece ritorno in Apple decise di concentrare gli sforzi dei progettisti sul NEXTSTEP e di utilizzarlo come base piuttosto che utilizzare l'A/UX che era tecnologicamente vecchio e difficile da portare su PowerPC in tempi rapidi.
Gli utenti A/UX hanno un server di riferimento per trovare applicativi A/UX: il server NASA chiamato "Jagubox". Anche se Jagubox è disattivo alcuni mirror sono tuttora funzionanti.